# Stray (álbum)
Stray es el cuarto LP del grupo escocés Aztec Camera. Con él, Roddy Frame volvió al sonido original de la banda y recuperó a alguno de sus colaboradores habituales. En el álbum colaboraron otros músicos como Paul Carrack o Mick Jones (haciendo dúo en la canción "Good Morning Britain").

## Canciones
1. Stray (5:34)
2. The Crying Scene (3:34)
3. Get Outta London (3:41)
4. Over My Head (5:53)
5. Good Morning Britain (4:02)
6. How It Is (4:00)
7. The Gentle Kind (5:32)
8. Notting Hill Blues (6:41)
9. Song for a Friend (2:27)

## Músicos
- Paul Carrack - Piano.
- Edwyn Collins - Guitarra.
- Roddy Frame - Guitarra y voz.
- Mick Gallagher - Teclados.
- Mick Jones - Guitarra y voz.
- Campbell Owens - Bajo.
- Paul Powell - Bajo.
- Gary Sanctuary - Teclados.
- Steve Sidelnyk - Percusión.
- Frank Tontoh - Batería.

- Datos: Q7622554